# Bernardin Gantin
Bernardin Gantin, född 8 maj 1922 i Toffo, död 13 maj 2008 i Paris, var en beninsk kardinal.
Gantin var son till Henri Gantin och Anne Tonondji.
Gantin var mellan 1984 och 1998 prefekt för Biskopskongregationen.

## Externa länkar